# NGC 6289
NGC 6289 este o galaxie situată în constelația Dragonul. A fost descoperită în 19 august 1884 de către Edward D. Swift⁠(d).